# الفای
ال فای یک منطقهٔ مسکونی در امارات متحده عربی است که در رأس‌الخیمه واقع شده است.

## خصوصیات
ال فای ۳۸۱ متر بالاتر از سطح دریا واقع شده است.